# تكلدان
تكلدان هي قرية في مقاطعة سراب، إيران. عدد سكان هذه القرية هو 577 في سنة 2006.